# Tony Martin (Amerikaans zanger)
Tony Martin, geboren als Alvin Morris (Oakland (Californië), 25 december 1913 – Los Angeles, 27 juli 2012), was een Amerikaanse popzanger en acteur.

## Biografie
Alvin Morris werd in 1913 in Californië geboren in een Portugees-Joods gezin. Op 10-jarige leeftijd ontving hij van zijn grootmoeder een sopraansaxofoon. Hij speelde dit instrument in het schoolorkest en zong als jongenssopraan. Op de middelbare school formeerde hij de jazzband The Red Peppers. Maar kort daarna sloot hij zich aan bij een orkest onder leiding van Tom Guran (onder de leden waren later grootheden als Woody Herman en Ginny Simms). Hij speelde regelmatig in het Palace Hotel in San Francisco en trad op tijdens de Wereldtentoonstelling van Chicago in 1933. In 1934 verliet Morris de band en ging hij naar Hollywood om zijn geluk te beproeven in de film. Hiervoor nam hij de artiestennaam Tony Martin aan.
Hij kreeg daar zijn eerste missies op de radio. Hij verscheen onder meer bij de radioshows van George Burns en Gracie Allen. Aanvankelijk was hij alleen te zien in kleinere rollen in de bioscoop, b.v. in 1936 als matroos in Follow the Fleet met Fred Astaire en Ginger Rogers in de hoofdrollen. Martin werkte voor de 20th Century Fox- en Metro-Goldwyn-Mayer-filmstudio's, die hem eind jaren 1930 hoofdrollen gaven in een aantal filmmusicals. Hij zong en speelde naast Hollywoodsterren als Judy Garland en Betty Grable (Pigskin Parade), Barbara Stanwyck en Joel McCrea (Banjo On My Knee), Rita Hayworth (Music in My Heart), Judy Garland, Hedy Lamarr en Lana Turner (Ziegfeld Girl) en de Marx Brothers (The Big Store).Tussen 1938 en 1942 nam hij ook verschillende platen op bij het label Decca Records, meestal met liedjes uit zijn films. Zijn song The Tenement Symphony uit de Marx Brothers-komedie The Big Store uit 1941 werd al gezien als een nogal onvrijwillig grappig hoogtepunt van de film. Ook al leverde het hem aanvankelijk geen commercieel succes op, het ontwikkelde zich tot een soort kenmerkende melodie voor Martin. Waar hij later ook verscheen, hij moest dit stuk spelen.
Na de aanval van Japan op Pearl Harbor in december 1941 sloot Martin zich aan bij de Amerikaanse marine. Hij stapte over naar de Army Air Force, de voorganger van de Amerikaanse luchtmacht, vanwege geruchten waarvan nooit was bewezen dat ze de steekpenningen van een officier hadden aangenomen. Ondanks de beste optredens hebben de geruchten ook hier zijn reputatie geschaad. Zelfs de grote platenmaatschappijen weigerden hem toen een contract te geven. Zo kwam hij bij Mercury Records terecht, toen een klein onafhankelijk label. Tussen 1946 en 1947 nam hij vijf platen op voor Mercury, waaronder in 1946 To Each His Own, die een miljoenenseller werd. Dus toonde RCA Records opnieuw interesse, die hem in 1947 contracteerde. Het grootste succes van Martin was in 1949 There No Tomorrow, een cover van het Napolitaanse volksliedje 'O sole mio, dat ook de basis vormt van Elvis Presley's It's Now or Never. In de jaren 1940 en 1950 verscheen Martin in een aantal andere muziekfilms. Zijn duet Lover, Come Back to Me met Joan Weldon uit de film Deep in My Heart uit 1954 - muziek van Sigmund Romberg, met in de hoofdrol José Ferrer - wordt beschouwd als een hoogtepunt in de muziekgeschiedenis van Hollywood. Vanwege zijn populariteit kreeg hij in 1954 een aanbieding voor zijn eigen tv-format. Tot 1956 presenteerde hij de Tony Martin Show.
Martin trouwde in 1937 met actrice Alice Faye. Het huwelijk werd in 1941 gescheiden. Van 1948 tot aan haar dood in 2008 was hij getrouwd met actrice Cyd Charisse, die haar achternaam uit haar eerste huwelijk behield. Het echtpaar kreeg een zoon, Tony Martin jr. (1949-2011), die getrouwd was met het Noorse model ("Playmate of the Year" 1972 in de VS), de actrice Liv Lindeland-Martin. Bovendien had Charisse haar zoon Nicholas (* 1942, bijgenaamd Nicky) vanaf haar eerste huwelijk met choreograaf Nico Charisse in de familie gebracht. Martin was met zijn vrouw te zien in de films Easy To Love en Meet Me In Las Vegas. Zijn huwelijksreis bracht het paar in 1948 naar Londen, waar beide echtgenoten zich sindsdien aangetrokken voelen. In 1986 speelde Charisse de rol van Lady Hadwell in de musical Charlie Girl in het Victoria Palace Theatre, Martin had in de jaren 1950 regelmatig optredens in het London Palladium en trad in de jaren 1990 herhaaldelijk op in het Café Royal.

## Discografie
- 1939: Now It Can Be Told
- 1939: South of the Border
- 1941: The Tenement Symphony
- 1941: Tonight We Love
- 1946: To Each His Own
- 1946: Rumours Are Flying
- 1948: For Every Man There's a Woman
- 1949: There's No Tomorrow
- 1949: I Said My Pajamas (and Put on My Prayers) (duet met Fran Warren)
- 1949: Take a Letter, Miss Smith (duet met Fran Warren)
- 1951: Domino
- 1951: I Get Ideas (aanpassing van de Argentijnse tango Adios Muchachos)
- 1952: I Hear a Rhapsody
- 1953: Here
- 1956: Walk Hand in Hand

## Filmografie
- 1936: Follow the Fleet
- 1936: The Farmer in the Dell
- 1936: Murder on a Bridle Path
- 1936: The Witness Chair
- 1936: Poor Little Rich Girl
- 1936: Back to Nature
- 1936: Sing, Baby, Sing
- 1936: Pigskin Parade
- 1936: Banjo on My Knee
- 1937: The Holy Terror
- 1937: Sing and Be Happy
- 1937: You Can't Have Everything
- 1937: Life Begins in College
- 1937: Ali Baba Goes to Town
- 1938: Sally, Irene and Mary
- 1938: Kentucky Moonshine
- 1938: Up the River
- 1938: Thanks for Everything
- 1939: Winner Take All
- 1940: Music in My Heart
- 1941: Ziegfeld Girl
- 1941: The Big Store
- 1946: Till the Clouds Roll By
- 1948: Casbah
- 1951: Two Tickets to Broadway
- 1952: Clash by Night
- 1953: Here Come the Girls
- 1953: Easy to Love
- 1954: Deep in My Heart
- 1955: Hit the Deck
- 1956: Meet Me in Las Vegas
- 1956: Quincannon – Frontier Scout
- 1957: Let's Be Happy
- 1982: Dear Mr. Wonderful

- Biblioteca Nacional de España: XX1562093
- Bibliothèque nationale de France: cb13940407g (data)
- Gemeinsame Normdatei: 13542237X
- International Standard Name Identifier: 0000 0000 8112 673X
- Library of Congress Control Number: n85376559
- MusicBrainz: 39ec6c45-8370-46d3-9c63-7452b92a26c9
- National Archives and Records Administration: 10568701
- Nationale Bibliotheek van Israël: 987007524932105171
- Nederlandse Thesaurus van Auteursnamen: 102432686
- SNAC: w6bp13z0
- Système universitaire de documentation: 098484915
- Trove: 1528911
- Virtual International Authority File: 33462071
- WorldCat: E39PBJfCvGxMv9QTfKrhFWdCwC